# مرکز حفاظت از زیرساخت‌های ملی
مرکز حفاظت از زیرساخت‌های ملی (به انگلیسی: Centre for the Protection of National Infrastructure (CPNI)) یک اداره در دولت بریتانیا است که کار آن، ارائه مشاوره حفاظت امنیتی برای کسب‌وکار و سازمان‌های فعال در زمینه زیرساخت‌های ملی بریتانیا است.
هدف از مشاوره این اداره، کاهش آسیب‌پذیری زیرساخت‌های ملی در برابر تروریستم و دیگر تهدیدها است تا خدمات پایه‌ای در بریتانیا (که از طریق ارتباطات، خدمات اورژانسی، انرژی، خدمات مالی، خوراک، مدیریت دولتی، بهداشت، ترابری، و آب، ارائه می‌شوند) ایمن‌تر باشند. نبود این خدمات پایه، برای بریتانیا پیامد جدی خواهد داشت که آسیب اقتصادی، بی‌نظمی اجتماعی، یا حتی مرگ‌های پرشمار، نمونه‌های آن هستند. پیشنهادهای مرکز حفاظت از زیرساخت‌های ملی، در درجه نخست، زیرساخت‌های پایه‌ای ملی را هدف می‌گیرند؛ زیرا این زیرساخت‌ها امکان ارائه پایدار خدمات پایه‌ای به بریتانیا را فراهم می‌کنند.
مرکز حفاظت از زیرساخت‌های ملی در ۱ فوریه ۲۰۰۷ از ادغام دو سازمان مرکز هماهنگی امنیت زیرساخت‌های ملی و مرکز مشاوره امنیت ملی پدید آمد. کارکرد مرکز هماهنگی امنیت زیرساخت‌های ملی، ارائه مشاوره به شرکت‌های فعال در زیرساخت‌های ملی پایه‌ای بود و مرکز مشاوره امنیت ملی، واحدی از ام‌آی۵ بود که به دیگر بخش‌های دولت بریتانیا مشاوره امنیتی می‌داد.
مرکز حفاظت از زیرساخت‌های ملی به مدیرکل ام‌آی۵ پاسخگو است و بر پایه لایحه خدمات امنیتی ۱۹۹۸ کار می‌کند. به عنوان بخشی از ام‌آی۵ این اداره، از لایحه آزادی اطلاعات ۲۰۰۰ معاف است.
در سال ۲۰۱۶، کارهای امنیت سایبری مرکز حفاظت از زیرساخت‌های ملی، به مرکز ملی امنیت سایبری سپرده شدند که زیرمجموعه ستاد ارتباطات دولت است.